# Damian Priest
Luis Martínez (New York, 26 september 1982), beter bekend als Damian Priest, is een Puerto Ricaans professioneel worstelaar die sinds 2018 actief is in de World Wrestling Entertainment. Priest is een voormalige WWE United States Champion en NXT North American Champion.
Voor zijn tijd bij WWE, werkte hij voor Ring of Honor (ROH) waar hij een voormalige ROH World Television Champion is. Ook hij heeft kort gewerkt voor het Japanse New Japan Pro Wrestling (NJPW).

## Privé
Martinez is een muziekliefhebber en wordt sterk beïnvloed door rock en heavy metal.
Martinez noemt Pedro Morales, Scott Hall en The Undertaker als zijn inspiratiebronnen in het worstelen.
Hij is vrienden met Keith Lee, Matt Riddle en Rhea Ripley.

## Prestaties
- Keystone Pro Wrestling
  - KPW Tag Team Championship (1 keer) – met Matthew Riddle[13]
- Monster Factory Pro Wrestling
  - MFPW Heavyweight Championship (3 keer)[13]
  - MFPW Tag Team Championship (2 keer) – 1x met Brolly en 1x QT Marshall[13]
  - MFPW Invitational (2016)[14]
- Pro Wrestling Illustrated
  - Gerangschikt op nummer 85 van de 500 singles wprstelaars in de PWI 500 in 2021[15]
- Ring of Honor
  - ROH World Television Championship (1 keer)[13]
  - Survival of the Fittest (2017)[14]
- WWE
  - WWE United States Championship (1 keer)[13]
  - NXT North American Championship (1 keer)[13]